# Drei Säulen der Europäischen Union
Bei den drei Säulen der Europäischen Union handelte es sich um ein gängiges Bild, um das politische System der EU zu beschreiben, wie es durch den Vertrag von Maastricht 1992 eingeführt wurde. Durch den Vertrag von Lissabon 2009 wurde die EU so umgestaltet, dass das Drei-Säulen-Modell nicht mehr für ihre Beschreibung geeignet ist.
Nach dem Vertrag von Maastricht besaß die Europäische Union (EU) keine eigene Rechtspersönlichkeit. Sie war lediglich eine Art Dachorganisation, die den institutionellen Rahmen für drei Teilbereiche, die sogenannten drei Säulen, bot. Dabei handelte es sich um die Europäischen Gemeinschaften (EGKS, EG, Euratom), die Gemeinsame Außen- und Sicherheitspolitik (GASP) und die Zusammenarbeit im Bereich Justiz und Inneres (ZJI). Die erste Säule, die Gemeinschaften, hatten schon vor 1992 bestanden; Entscheidungen in den betreffenden Politikfeldern wurden meist supranational nach dem Mehrheitsprinzip im Rat der Europäischen Union und unter Beteiligung des Europäischen Parlaments getroffen (sog. Gemeinschaftsmethode). Die zweite und dritte Säule (GASP und ZJI) dagegen, die durch den Vertrag von Maastricht neu eingeführt wurden, waren intergouvernemental organisiert. Hier galt im Rat das Einstimmigkeitsprinzip, das Europäische Parlament hatte keine Mitspracherechte, der EuGH besaß nur sehr eingeschränkte Kompetenz für die 2. und 3. Säule (Art. 46 lit d), e) EU [Nizza]). Im Bereich der ZJI hatte die EU zunächst auch keine Rechtsetzungskompetenz. Alle Beschlüsse in diesem Politikfeld mussten als eigenständige völkerrechtliche Abkommen jeweils von allen Mitgliedstaaten ratifiziert werden.
Durch den Vertrag von Amsterdam wurden die meisten Bereiche der ZJI in die EG überführt, sodass nun auch hier die supranationalen Entscheidungsverfahren galten. Nur die polizeiliche und justizielle Zusammenarbeit in Strafsachen (PJZS) verblieb in der dritten Säule. Für sie galt also weiterhin das Einstimmigkeitsprinzip im Rat der EU; allerdings waren die dort gefassten Beschlüsse nun unmittelbar gültig und mussten nicht mehr von den Einzelstaaten ratifiziert werden.
Mit dem Vertrag von Lissabon schließlich wurde ein neuer einheitlicher Rechtsrahmen geschaffen, durch den das Bild der „drei Säulen“ seine Grundlage verlor: Die Europäische Union war nun keine Dachorganisation mehr, sondern erhielt selbst Rechtspersönlichkeit (Art. 47-EU-Vertrag). Damit konnte die EG aufgelöst und alle ihre Zuständigkeiten auf die EU übertragen werden. Zugleich wurden auch für die PJZS (s. Art. 82-87 AEUV) dieselben supranationalen Entscheidungsverfahren eingeführt, die zuvor nur für die EG gegolten hatten. Lediglich die GASP behielt auch nach dem Vertrag von Lissabon ihre besonderen Entscheidungsverfahren und bildete damit einen besonderen Bereich innerhalb der EU (Art. 21–46 EU-Vertrag: „Allgemeine Bestimmungen über das auswärtige Handeln der Union und besondere Bestimmungen über die gemeinsame Außen- und Sicherheitspolitik“). Die Euratom, bis zum Vertrag von Lissabon als eine der Europäischen Gemeinschaften Teil der „ersten Säule“, wurde im EU-Vertrag nun nicht mehr eigens erwähnt, sondern lediglich durch ein Protokoll zum Vertrag an das politische System der EU angebunden.

## Schaubild
Die folgende Grafik zeigt schematisch das Drei-Säulen-Modell, wie es ab dem Vertrag von Amsterdam in Kraft trat.
| Europäische Gemeinschaften (EGen) | Europäische Gemeinschaften (EGen) | Europäische Gemeinschaften (EGen) | Gemeinsame Außen- und Sicherheitspolitik (GASP) | Gemeinsame Außen- und Sicherheitspolitik (GASP) | Gemeinsame Außen- und Sicherheitspolitik (GASP) | Zusammenarbeit im Bereich Justiz und Inneres (ZJI, bis 1999) Polizeiliche und justizielle Zusammenarbeit in Strafsachen (PJZS, ab 1999) | Zusammenarbeit im Bereich Justiz und Inneres (ZJI, bis 1999) Polizeiliche und justizielle Zusammenarbeit in Strafsachen (PJZS, ab 1999) | Zusammenarbeit im Bereich Justiz und Inneres (ZJI, bis 1999) Polizeiliche und justizielle Zusammenarbeit in Strafsachen (PJZS, ab 1999) |
| --------------------------------- | --- | --------------------------------- | ----------------------------------------------- | --- | ----------------------------------------------- | --- | --- | --- |
|                                   | Europäische Gemeinschaft (EG): - Agrarpolitik - Zollunion und Binnenmarkt - Wettbewerbspolitik, Staatliche Beihilfen - Strukturpolitik - Handelspolitik - Europäische Wirtschafts- und Währungsunion - Unionsbürgerschaft - Bildungspolitik und Kultur - Forschungspolitik und Umweltpolitik - Transeuropäische Netze - Gesundheitspolitik - Verbraucherschutz - Sozialpolitik Ab 1999 (Vertrag von Amsterdam), auch: - Einwanderungspolitik - Asylpolitik - Schutz der EU-Außengrenzen - Justizielle Zusammenarbeit in Zivilsachen EURATOM: - Zusammenarbeit im Bereich Kernenergie EGKS (bis 2002 eigene Organisation, danach wurden Aufgaben durch EG übernommen): - Gegenseitige Kontrolle von Kohle und Stahl |                                   |                                                 | Außenpolitik: - Kooperation - Wahlbeobachter - Friedenserhaltung - Menschenrechte - Demokratie - Hilfe für Drittstaaten Sicherheitspolitik: - Gemeinsame Sicherheits- und Verteidigungspolitik (GSVP) - Abrüstung - EU-Eingreiftruppe - Wirtschaftliche Aspekte der Rüstung - Europäische Sicherheitsordnung |                                                 | | - Drogen- und Waffenhandel - Menschenhandel - Terrorismus - Straftaten gegenüber Kindern - Organisiertes Verbrechen - Bestechung, Bestechlichkeit sowie Betrug Bis 1999 (Vertrag von Amsterdam), auch: - Justizielle Zusammenarbeit in Zivilsachen - Flankierende Maßnahmen zum freien Personenverkehr | |
| Erste Säule                       | Erste Säule | Erste Säule                       | Zweite Säule                                    | Zweite Säule | Zweite Säule                                    | Dritte Säule | Dritte Säule | Dritte Säule |

## Zeitliche Einordnung
| Unterz. In Kraft Vertrag                    | 1948 Brüsseler Pakt                                               | 1951 1952 Paris                                                   | 1954 1955 Pariser Verträge                      | 1957 1958 Rom                                       | 1965 1967 Fusions- vertrag                          | 1986 1987 Einheitliche Europäische Akte | 1992 1993 Maastricht     | 1992 1993 Maastricht          | 1997 1999 Amsterdam           | 2001 2003 Nizza        | 2001 2003 Nizza | 2007 2009 Lissabon |  |  |  |  |  |  |  |  |  |
|                                             |                                                                   |                                                                   |                                                 |                                                     |                                                     |                                         |                          |                               |                               |                        |                 |                    |  |  |  |  |  |  |  |  |  |
| Europäische Gemeinschaften                  | Europäische Gemeinschaften                                        | Drei Säulen der Europäischen Union                                | Drei Säulen der Europäischen Union              | Drei Säulen der Europäischen Union                  | Drei Säulen der Europäischen Union                  | Drei Säulen der Europäischen Union      |                          |                               |                               |                        |                 |                    |  |  |  |  |  |  |  |  |  |
|                                             | Europäische Atomgemeinschaft (Euratom)                            | Europäische Atomgemeinschaft (Euratom)                            | →                                               |                                                     |                                                     |                                         | ←                        |                               |                               |                        |                 |                    |  |  |  |  |  |  |  |  |  |
|                                             |                                                                   |                                                                   | →                                               | Europäische Gemeinschaft für Kohle und Stahl (EGKS) | Europäische Gemeinschaft für Kohle und Stahl (EGKS) | Vertrag 2002 ausgelaufen                | Vertrag 2002 ausgelaufen |                               | Europäische Union (EU)        | Europäische Union (EU) |                 |                    |  |  |  |  |  |  |  |  |  |
|                                             |                                                                   |                                                                   | →                                               | Europäische Wirtschaftsgemeinschaft (EWG)           | Europäische Wirtschaftsgemeinschaft (EWG)           |                                         | ←                        | Europäische Gemeinschaft (EG) | Europäische Gemeinschaft (EG) | Europäische Union (EU) |                 |                    |  |  |  |  |  |  |  |  |  |
|                                             |                                                                   |                                                                   | →                                               | Justiz und Inneres (JI)                             |                                                     |                                         | ←                        | Europäische Gemeinschaft (EG) | Europäische Gemeinschaft (EG) | Europäische Union (EU) |                 |                    |  |  |  |  |  |  |  |  |  |
|                                             | Polizeiliche und justizielle Zusammenarbeit in Strafsachen (PJZS) | Polizeiliche und justizielle Zusammenarbeit in Strafsachen (PJZS) | →                                               | Justiz und Inneres (JI)                             | ←                                                   |                                         |                          |                               |                               | Europäische Union (EU) |                 |                    |  |  |  |  |  |  |  |  |  |
| Europäische Politische Zusammenarbeit (EPZ) | →                                                                 | Gemeinsame Außen- und Sicherheitspolitik (GASP)                   | Gemeinsame Außen- und Sicherheitspolitik (GASP) | Gemeinsame Außen- und Sicherheitspolitik (GASP)     | ←                                                   |                                         |                          |                               |                               | Europäische Union (EU) |                 |                    |  |  |  |  |  |  |  |  |  |
| Westunion (WU)                              | Westunion (WU)                                                    | Westeuropäische Union (WEU)                                       | Westeuropäische Union (WEU)                     | Westeuropäische Union (WEU)                         | Westeuropäische Union (WEU)                         |                                         |                          |                               |                               | Europäische Union (EU) |                 |                    |  |  |  |  |  |  |  |  |  |
| Westunion (WU)                              | Westunion (WU)                                                    | Westeuropäische Union (WEU)                                       | Westeuropäische Union (WEU)                     | Westeuropäische Union (WEU)                         | Westeuropäische Union (WEU)                         | aufgelöst zum 1. Juli 2011              |                          |                               |                               |                        |                 |                    |  |  |  |  |  |  |  |  |  |
|                                             |                                                                   |                                                                   |                                                 |                                                     |                                                     |                                         |                          |                               |                               |                        |                 |                    |  |  |  |  |  |  |  |  |  |